# Adam Guziński
Adam Guziński (ur. 22 grudnia 1970 w Koninie) – polski reżyser i scenarzysta filmowy. Tworzy kameralne kino psychologiczne, skupiające się na ukazywaniu stanów emocjonalnych postaci poprzez niedopowiedzenia i pozornie nieistotne gesty. 
Autor wielokrotnie nagradzanych filmów krótkometrażowych: Jakub (1997) i Antychryst (2002). Pierwszy z nich zdobył główną nagrodę w sekcji "Cinéfondation" na 51. MFF w Cannes (1998). Fabularny debiut Guzińskiego, Chłopiec na galopującym koniu (2006), miał swoją premierę w ramach pokazów pozakonkursowych na 59. MFF w Cannes. Kolejną fabułę reżyser nakręcił dopiero dziesięć lat później - Wspomnienie lata (2016) pokazano premierowo na 32. Warszawskim Festiwalu Filmowym.